# 大崔庄镇
大崔庄镇，是下辖的一个乡镇级行政单位。

## 行政区划
大崔庄镇下辖以下地区：
大崔庄村、三岭村、抬头岭村、西密坞村、步步川村、大庄村、沙坨子村、商庄子村、楼子山村、石梯子沟村、四道沟村、擂鼓台村、凤凰山村、上金山院村、桑园村、侯庄户村、王古庄村、肖家庄村、白羊峪村、下金山院村和新立庄村。